# Kuralase
Kuralase (Duits: Kurrale) is een plaats in de Estlandse gemeente Saaremaa, provincie Saaremaa. De plaats heeft de status van dorp (Estisch: küla), maar had in 2011 nog maar één inwoner. In 2021 was het aantal inwoners ‘< 4’. In 2000 woonden er nog twee mensen.
Tot in oktober 2017 lag de plaats in de gemeente Kihelkonna. In die maand ging Kihelkonna op in de fusiegemeente Saaremaa.
De plaats ligt op het schiereiland Tagamõisa in het noordwesten van het eiland Saaremaa. Ten noordoosten van de plaats ligt het meer Taugabe järv (16,4 ha).

## Geschiedenis
Kuralase werd voor het eerst genoemd in 1645 onder de naam Kurra Jurgen, een boerderij op het landgoed van Tagamõisa. Volgens de overlevering kwam de boer van Koerland (Duits: Kurland, Estisch: Kuramaa) en is de naam van de boerderij daarvan afgeleid. De boerderij stond onder diverse namen bekend voor ze in 1826 onder de naam Kurrelasse of Kurrelas als dorp werd vermeld.
Tussen 1977 en 1997 maakten de buurdorpen Metsaküla, Neeme en Tohku deel uit van Kuralase.